# Olympische Sommerspiele 1996/Teilnehmer (Peru)
| Gelbes Symbol für Goldmedaillen mit stilisierten Olympischen Ringen | Graues Symbol für Silbermedaillen mit stilisierten Olympischen Ringen | Braundes Symbol für Bronzemedaillen mit stilisierten Olympischen Ringen |
| ------------------------------------------------------------------- | --------------------------------------------------------------------- | ----------------------------------------------------------------------- |
| —                                                                   | —                                                                     | —                                                                       |

Peru nahm an den Olympischen Sommerspielen 1996 in Atlanta, USA, mit einer Delegation von 29 Sportler (15 Männer und 14 Frauen) teil.

## Teilnehmer nach Sportarten

### Badminton
- Mario Carulla
Einzel: 33. Platz

### Boxen
- Alberto Rossel
Halbfliegengewicht: 17. Platz

### Leichtathletik
- Javier Verne
100 Meter: Vorläufe

- Miguel Mallqui
Marathon: 71. Platz

- José Riesco
110 Meter Hürden: Vorläufe

- Hugo Muñoz
Hochsprung: In der Qualifikation ausgeschieden

- Marilú Salazar
Frauen, Marathon: 54. Platz

### Ringen
- Jorge Yllescas
Halbfliegengewicht, griechisch-römisch: 18. Platz

- Joël Basaldua
Fliegengewicht, griechisch-römisch: 17. Platz

- Félix Isisola
Mittelgewicht, griechisch-römisch: 17. Platz

- Lucio Vásquez
Halbschwergewicht, griechisch-römisch: 22. Platz

- Enrique Cubas
Federgewicht, Freistil: 14. Platz

### Schießen
- Francisco Boza
Trap: 49. Platz
Doppel-Trap: 12. Platz

- Esteban Boza
Skeet: 38. Platz

- Juan Jorge Giha junior
Skeet: 42. Platz

### Schwimmen
- Jorge Arias
100 Meter Brust: 39. Platz

- Maritza Chiaway
Frauen, 200 Meter Freistil: 37. Platz
Frauen, 400 Meter Freistil: 36. Platz
Frauen, 800 Meter Freistil: 26. Platz

### Tischtennis
- Eliana González
Frauen, Einzel: 49. Platz
Frauen, Doppel: 25. Platz

- Milagritos Gorriti
Frauen, Doppel: 25. Platz

### Volleyball
- Frauenteam
11. Platz

- Kader
Sara Joya
Iris Falcón
Verónica Contreras
Paola Ramos
Milagros Cámere
Milagros Moy
Sandra Rodríguez
Luren Baylon
Yulissa Zamudio
Yolanda Delgado